# ميتشيل هيرد
ميتشيل هيرد هو لاعب هوكي الجليد كندي، ولد في 12 مارس 1992 في Bowmanville ‏ في كندا.

## وصلات خارجية
- ميتشيل هيرد على موقع دوري الهوكي الوطني (الإنجليزية)
- ميتشيل هيرد على موقع الدوري الأمريكي لهوكي الجليد (الإنجليزية)
- ميتشيل هيرد على موقع EliteProspects.com (الإنجليزية)
- ميتشيل هيرد على موقع HockeyDB.com (الإنجليزية)